# Лазуковы
 Лазуковы  — деревня в Афанасьевском районе Кировской области в составе Ичетовкинского сельского поселения.

## География
Расположена на расстоянии примерно 1 км на юг от райцентра поселка  Афанасьево на правобережье реки Кама.

## История
Известна с 1873 года как деревня Воробьева (Лазуковская, Конкинская), в которой учтено дворов 30 и жителей 280, в 1905 (Лазуковы или Конкины) 28 и 186, в 1926 (Лазуковская или Буданцева) 24 и 125, в 1950 (Лазуковская) 43 и 121. Настоящее название утвердилось с 1998 года.  

## Население
Постоянное население составляло 107 человек (русские 93%) в 2002 году, 115 в 2010.